# Du (azienda)
Emirates Integrated Telecommunications Company ( in arabo شركة الإمارات للاتصالات المتكاملة‎?   ), commercialmente rimarchiati come du da febbraio del 2007, è uno dei due operatori di telecomunicazioni negli Emirati Arabi Uniti (l'altro è Etisalat). L'azienda offre servizi di linea fissa, telefonia mobile, Internet e televisione digitale negli Emirati Arabi Uniti. Ha una consociata di nome Edara fondata nel 2018: commercialmente denominata Telco Operations.

## Storia
Il nome ufficiale di Du è Emirates Integrated Telecommunications Company (EITC). È stato etichettato commercialmente come du nel febbraio 2007. La società aveva 4,5 milioni di abbonati a marzo 2011.
La società ha lanciato servizi di telecomunicazione mobile nel febbraio 2007 negli Emirati Arabi Uniti. Ha riportato i risultati dell'intero anno 2008 a febbraio, rivelando di aver aggiunto 1,88 milioni di clienti mobili nel corso dei 12 mesi. I ricavi di $ 1,08 miliardi sono aumentati del 157% rispetto all'anno precedente. Prima del lancio dei servizi nel 2006, gli azionisti hanno offerto il 20% delle loro azioni in un'IPO. Emirates Bank e Emirates Financial Services hanno gestito la vendita delle azioni.
L'11 febbraio 2007 du ha lanciato il proprio servizio di telefonia mobile con tariffe di chiamata quasi identiche a quelle di Etisalat, eliminando così ogni possibilità di concorrenza sui prezzi tra i due provider.
Dalla fondazione di du nel 2006 fino alla fine del 2019, l'amministratore delegato (CEO) è stato Osman Sultan. Sultan è stato in precedenza CEO delle operazioni MobiNil di Orascom in Egitto. Nel settembre 2019, du ha annunciato che Johan Dennelind succederà a Sultan come CEO entro gennaio 2020.

## Proprietà
EITC è controllata al 39% da Emirates Investment Authority (EIA), al 20,08% da Mubadala Development Company, al 20% da Emirates Communications & Technology Company LLC (ECT) e al 20,92% da azionisti pubblici. È quotata al Dubai Financial Market (DFM) e negozia con il nome du .

## Servizi e prodotti
Du offre telefonia mobile e fissa, connettività a banda larga e servizi IPTV a privati, abitazioni e aziende. L'azienda fornisce anche servizi di carrier per le aziende e servizi di up/downlink satellitare per le emittenti televisive. Gli abbonati ai servizi mobili possono essere identificati dal prefisso di composizione 055 e 052.

## Intrattenimento e sponsorizzazioni

### du Live!
du Live! è la piattaforma di intrattenimento per du. Attraverso il du Live! platform, du sponsorizza concerti ed eventi dal vivo negli Emirati Arabi Uniti, sia nell'Arena, nel Forum e in altri luoghi. Sponsorizzazione di intrattenimento nell'ambito del du Live! L'ombrello includeva concerti di musica e festival come l'annuale du World Music Festival, che ha ospitato nomi come Gipsy Kings, Sonu Nigam, Natalie Cole, Sting, Andrea Bocelli tra gli altri.

### du Arena

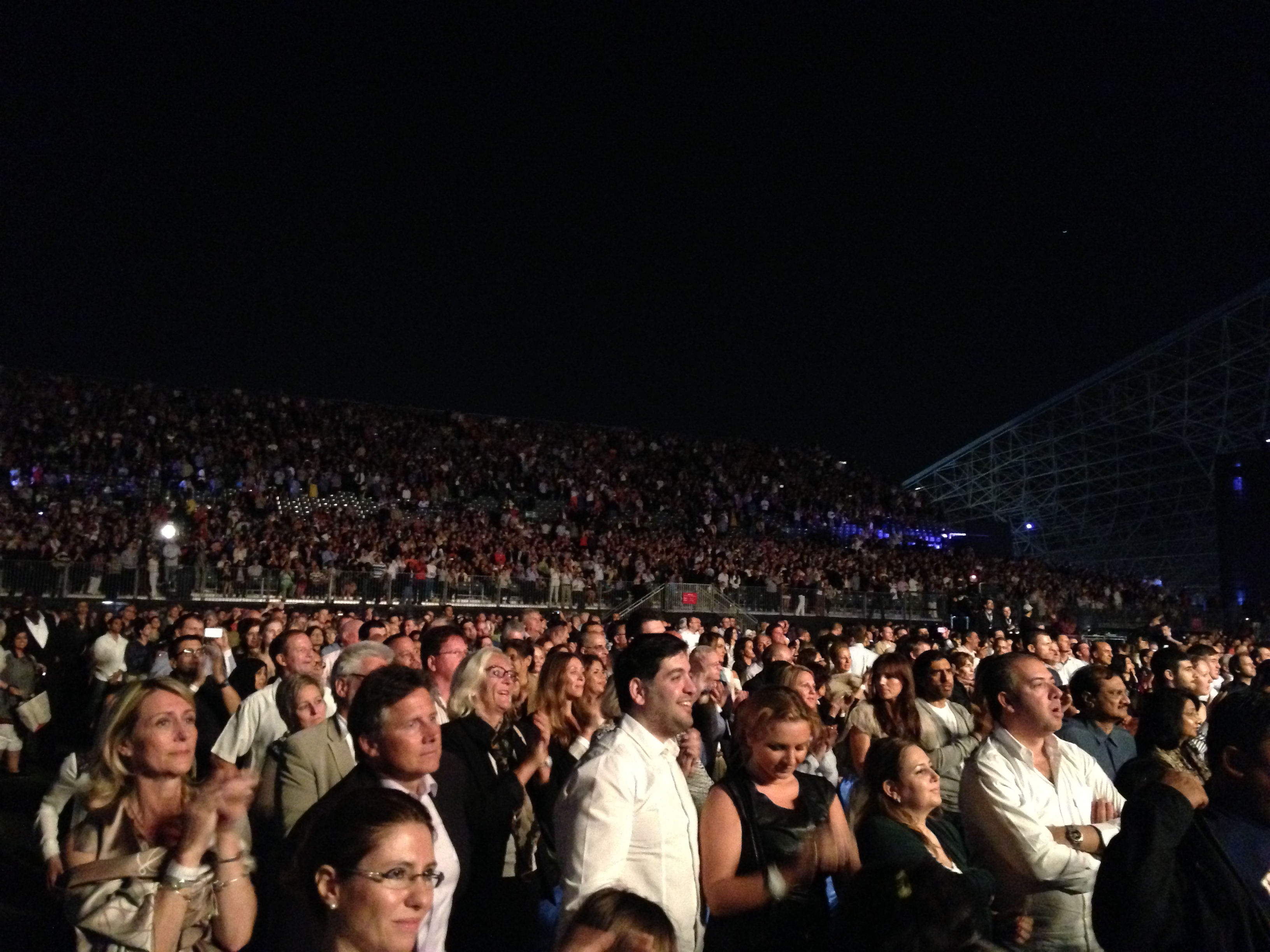
La folla al concerto di Bocelli alla du Arena di Abu Dhabi, sponsorizzato da du Live!

La du Arena è un luogo all'aperto sull'isola di Yas, Abu Dhabi, con una capacità di 25.000 persone, che si chiamava Yas Arena prima del rebranding nel maggio 2012 a seguito di un accordo di 4 anni tra  du  e Flash Entertainment, ma nessun valore per l'accordo è stato annunciato pubblicamente. L'accordo segna la prima partnership per i diritti di denominazione del Medio Oriente.

### du Forum
Il du Forum è un luogo di intrattenimento dal vivo al coperto sull'isola di Yas, Abu Dhabi, anch'esso parte dell'accordo di sponsorizzazione firmato per ottenere i diritti di denominazione e marchio della du Arena. Il locale al coperto ospita spettacoli dal vivo ed eventi musicali e ha ospitato Chris Tucker e The Jacksons nel loro Unity World Tour. du ha firmato un contratto di sponsorizzazione quadriennale con Flash Entertainment di Abu Dhabi, che ha cambiato il nome della sede dei concerti dell'emirato Yas Arena in du Arena, e anche il Flash Forum è stato ribattezzato du Forum.

## Critica
Il mercato delle telecomunicazioni degli Emirati Arabi Uniti è fortemente limitato, con entrambi i principali attori in gran parte di proprietà del governo. C'è poca concorrenza reale, con la scelta del fornitore generalmente determinata dalla posizione geografica. du ha tipicamente il monopolio delle freezones, mentre Etisalat ha il monopolio altrove.

## Censura
Seguendo le linee guida Internet dell'Autorità di Regolamentazione delle Telecomunicazioni degli Emirati Arabi Uniti, Du è tenuta a bloccare i contenuti Internet in base all'elenco delle categorie di contenuti proibiti fornito dalla TRA, l'elenco include pornografia, droghe, violazione della proprietà intellettuale, discriminazione, razzismo, blasfemia e altre categorie non conformi alle linee guida del paese.